# ATC kód J
ATC kód J je oddílem Anatomicko-terapeuticko-chemické klasifikace léčiv.
J. Protiinfekční léčiva pro systémové použití
- J01 - Antibakteriální látky pro systémové užití
- J02 - Antimykotika pro systémové užití
- J04 - Tuberkulostatika kromě streptomycinu
- J05 - Antivirotika pro systémové užití
- J06 - Imunitní séra a imunoglobuliny
- J07 - Vakcíny